# Плудон Матіс Янович
Матіс Янович Плудон (Плудоніс) (21 квітня 1892, Вандзенська волость Тальсенського повіту Курляндської губернії, тепер Латвія — 13 грудня 1963, місто Рига, тепер Латвія) — державний діяч Латвійської РСР. Депутат Верховної Ради СРСР 4—5-го скликань (1954—1962), депутат Верховної Ради Латвійської РСР 2—4-го скликань (1947—1959).

## Життєпис
Народився в родині наймита. З дитячих років працював пастухом.
Під час Першої світової війни служив у російській імператорській армії, був солдатом 4-го латиського стрілецького полку.
Член РСДРП(б) з листопада 1917 року.
У 1918 році повернувся до Латвії, організовував загони Червоної гвардії в Талсинському повіті, був заступником голови виконавчого комітету Талсинського повіту.
З травня 1919 року — в Червоній армії. Служив в особливому полку 15-ї армії, був начальником загону особливого призначення в фортеці Очаків, начальником особливого відділу в місті Ялті.
З 1922 року знаходився на відповідальній роботі в кооперативних і торговельних організаціях.
У 1930-х роках очолював Ленінградську контору «Союзрибзбуту».
У роки Другої світової війни обіймав посади заступника начальника «Головрибзбуту». З 1944 по 1945 рік працював заступником народного комісара рибної промисловості СРСР.
З травня 1945 року — заступник голови Ради міністрів Латвійської РСР.
З 5 червня 1957 по березень 1958 року — голова Ради народного господарства (Раднаргоспу) Латвійської РСР.
З 1958 по травень 1962 року — перший заступник голови Ради міністрів Латвійської РСР. З травня 1962 по грудень 1963 року — заступник голови Ради міністрів Латвійської РСР.
Помер 13 грудня 1963 року після важкої і тривалої хвороби. Похований 16 грудня 1963 року на цвинтарі Райніса в місті Ризі.

## Нагороди
Нагороджений трьома орденами Леніна (1936, 1943, 1958), трьома орденами Трудового Червоного Прапора (1962) та іншими нагородами.

## Пам'ять
У 1964 році на суднобудівному заводі «Балтія» в Клайпеді був спущений на воду риболовецький траулер «Матіс Плудон».